# 克維亞科查山
13°45′55″S 71°17′1″W / 13.76528°S 71.28361°W
克維亞科查山（Qiwllaqucha），是秘魯的山峰，位於該國東南部普諾大區的基斯皮坎奇省，處於奧桑加特山西北面，屬於安第斯山脈中韋爾卡努塔山脈的一部分，海拔高度4,900米。